# Maximiliano Olivera
Maximiliano Martín Olivera De Andrea, meglio noto come Maxi Olivera (Montevideo, 5 marzo 1992), è un calciatore uruguaiano, difensore del Peñarol.

## Caratteristiche tecniche
Gioca come terzino sinistro, le sue qualità migliori sono la velocità, la tecnica e un buon piede sinistro.

## Carriera

### Club
Ha iniziato la sua carriera professionistica nel 2010 al Montevideo Wanderers.

#### Arrivo in Italia: Fiorentina
Il 31 agosto 2016 viene acquistato dalla Fiorentina in prestito con obbligo di riscatto fissato a 2,5 milioni di euro. Colleziona 33 presenze totali fino al dicembre 2018, senza mai segnare.

#### Prestito all'Olimpia
Il 24 dicembre 2018 viene ceduto in prestito con diritto di riscatto all'Olimpia, club paraguaiano.

#### Ritorno alla Fiorentina ed esperienze a Juárez
Terminato il prestito in Paraguay, fa ritorno alla Fiorentina, con cui torna a giocare il 25 gennaio 2020 subentrando nel finale contro il Genoa (0-0), prima di ceduto in prestito fino al 31 dicembre seguente al Juárez.
Terminato il prestito, a gennaio 2021 fa nuovamente ritorno a Firenze. Riesordisce il 13 marzo del medesimo anno subentrando nel finale della sfida vinta in casa del Benevento (1-4). Titolare nell'ultima partita della Fiorentina in casa del Crotone (0-0), termina la stagione con 2 presenze.
Il 30 giugno 2021, il suo contratto con la società viola scade e lui diventa momentaneamente svincolato; rimane senza squadra sino al Il 19 luglio seguente, giorno in cui fa ritorno a titolo definitivo al Juárez.

#### Peñarol
Il 7 luglio 2023 fa ritorno al Peñarol.
Il 4 aprile 2024, in occasione della sfida di Copa Libertadores persa 1-0 contro il Rosario Central, è stato colpito con un sasso dai tifosi della squadra avversaria.

### Nazionale
Nel 2011 viene convocato nell'Under-20 per prendere parte al campionato mondiale di calcio Under-20, dove scende in campo due volte.

## Statistiche

### Presenze e reti nei club
Statistiche aggiornate al 24 maggio 2025.
| Stagione                    | Squadra                     | Campionato                  | Campionato | Campionato | Coppe nazionali | Coppe nazionali | Coppe nazionali | Coppe continentali | Coppe continentali | Coppe continentali | Altre coppe | Altre coppe | Altre coppe | Totale | Totale |
| Stagione                    | Squadra                     | Comp                        | Pres       | Reti       | Comp            | Pres            | Reti            | Comp               | Pres               | Reti               | Comp        | Pres        | Reti        | Pres   | Reti   |
| --------------------------- | --------------------------- | --------------------------- | ---------- | ---------- | --------------- | --------------- | --------------- | ------------------ | ------------------ | ------------------ | ----------- | ----------- | ----------- | ------ | ------ |
| 2010-2011                   | Montevideo Wanderers        | PD                          | 6          | 0          | -               | -               | -               | -                  | -                  | -                  | -           | -           | -           | 6      | 0      |
| 2011-2012                   | Montevideo Wanderers        | PD                          | 16         | 0          | -               | -               | -               | -                  | -                  | -                  | -           | -           | -           | 16     | 0      |
| 2012-2013                   | Montevideo Wanderers        | PD                          | 26         | 3          | -               | -               | -               | CS                 | 2                  | 0                  | -           | -           | -           | 28     | 3      |
| 2013-2014                   | Montevideo Wanderers        | PD                          | 28+3       | 3          | -               | -               | -               | -                  | -                  | -                  | -           | -           | -           | 31     | 3      |
| 2014-2015                   | Montevideo Wanderers        | PD                          | 23         | 2          | -               | -               | -               | CL                 | 8                  | 1                  | -           | -           | -           | 31     | 3      |
| 2015-feb. 2016              | Montevideo Wanderers        | PD                          | 14         | 1          | -               | -               | -               | -                  | -                  | -                  | -           | -           | -           | 14     | 1      |
| Totale Montevideo Wanderers | Totale Montevideo Wanderers | Totale Montevideo Wanderers | 113+3      | 9          |                 | -               | -               |                    | 10                 | 1                  |             | -           | -           | 126    | 10     |
| feb.-giu. 2016              | Peñarol                     | PD                          | 13+1       | 0+1        | -               | -               | -               | CL+CS              | 5+2                | 0                  | -           | -           | -           | 21     | 1      |
| ago. 2016                   | Peñarol                     | PD                          | 1          | 0          | -               | -               | -               | -                  | -                  | -                  | -           | -           | -           | 1      | 0      |
| 2016-2017                   | Fiorentina                  | A                           | 18         | 0          | CI              | 2               | 0               | UEL                | 6                  | 0                  | -           | -           | -           | 26     | 0      |
| 2017-2018                   | Fiorentina                  | A                           | 7          | 0          | CI              | 0               | 0               | -                  | -                  | -                  | -           | -           | -           | 7      | 0      |
| 2018-gen. 2019              | Fiorentina                  | A                           | 0          | 0          | CI              | 0               | 0               | -                  | -                  | -                  | -           | -           | -           | 0      | 0      |
| 2019                        | Olimpia                     | A                           | 14         | 1          | -               | -               | -               | CL                 | 4                  | 0                  | -           | -           | -           | 18     | 1      |
| 2019-gen. 2020              | Fiorentina                  | A                           | 1          | 0          | CI              | 0               | 0               | -                  | -                  | -                  | -           | -           | -           | 1      | 0      |
| gen.-giu. 2020              | Juárez                      | LMX                         | 6          | 1          | CMX             | 2               | 0               | -                  | -                  | -                  | -           | -           | -           | 8      | 1      |
| 2020-gen. 2021              | Juárez                      | LMX                         | 14         | 1          | -               | -               | -               | -                  | -                  | -                  | -           | -           | -           | 14     | 1      |
| gen.-giu. 2021              | Fiorentina                  | A                           | 2          | 0          | CI              | 0               | 0               | -                  | -                  | -                  | -           | -           | -           | 2      | 0      |
| Totale Fiorentina           | Totale Fiorentina           | Totale Fiorentina           | 28         | 0          |                 | 2               | 0               |                    | 6                  | 0                  | -           | -           | -           | 36     | 0      |
| 2021-2022                   | Juárez                      | LMX                         | 29         | 1          | -               | -               | -               | -                  | -                  | -                  | -           | -           | -           | 29     | 1      |
| 2022-2023                   | Juárez                      | LMX                         | 32+1       | 2          | -               | -               | -               | -                  | -                  | -                  | -           | -           | -           | 33     | 2      |
| Totale Juárez               | Totale Juárez               | Totale Juárez               | 81+1       | 5          |                 | 2               | 0               |                    | -                  | -                  | -           | -           | -           | 84     | 5      |
| 2023                        | Peñarol                     | PD                          | 8+3        | 0          | CU              | 1               | 0               | -                  | -                  | -                  | -           | -           | -           | 12     | 0      |
| 2024                        | Peñarol                     | PD                          | 26+1       | 1          | CU              | 0               | 0               | CL                 | 11                 | 1                  | -           | -           | -           | 38     | 2      |
| 2025                        | Peñarol                     | PD                          | 11         | 1          | CU              | 0               | 0               | CL                 | 5                  | 1                  | SU          | 1           | 0           | 17     | 2      |
| Totale Penarol              | Totale Penarol              | Totale Penarol              | 59+5       | 2+1        |                 | 1               | 0               |                    | 23                 | 2                  |             | 1           | 0           | 89     | 5      |
| Totale carriera             | Totale carriera             | Totale carriera             | 304        | 18         |                 | 5               | 0               |                    | 43                 | 3                  |             | 1           | 0           | 353    | 21     |

## Palmarès

### Club

#### Competizioni nazionali
- Campionato paraguaiano: 1

Olimpia: Apertura 2019
- Campionato uruguaiano: 2

Peñarol: 2015-2016, 2024